# Nereis caecoides
Nereis caecoides är en ringmaskart som beskrevs av Hartman 1965. Nereis caecoides ingår i släktet Nereis och familjen Nereididae. Inga underarter finns listade i Catalogue of Life.